# La Légende de Basara
La Légende de Basara est un animé en 13 épisodes adapté du manga Basara de Yumi Tamura. L'histoire correspond aux 5 premiers volumes avec quelques coupures.

## Histoire
Dans un Japon néo-féodal le pouvoir est aux mains de quatre rois, sous la coupe suprême de leur père qui est l'Empereur. Celui-ci tente de rester au pouvoir en divisant ses enfants. À la naissance de son plus jeune fils, Shuri, le Roi Rouge, une prophétie annonce qu'il sera celui par qui le malheur arrivera. Éloigné immédiatement de la cour, Shuri reçoit le domaine le plus pauvre. Quelques années plus tard, naissent dans un village perdu dans les montagnes des jumeaux: un garçon Tatara et une fille Sarasa. Selon la légende, les destin de Tatara est de  libérer son peuple de la tyrannie du Roi Rouge. Mais le destin de Tatara est d'être assassiné par les hommes du souverain. 
Sasara choisit alors d'endosser l'identité de son défunt frère et de suivre le destin de Tatara.

## Diffusion
L'animé est diffusé pour la première fois sur Chiba TV au Japon du 2 avril 1998 au 8 juin 1998, puis est sorti en VHS, DVD et Laserdisc. Il n'est jamais sorti en France, mais est paru en Allemagne sous la forme de trois DVD édités par OVA Films en 2003.  Il existe également une bande originale de l'animé, appelée Legend of Basara Original Soundtrack, éditée sous forme de CD et parue en juin 1998 au Japon chez le label Mercury, avec une distribution par Polygram. 

## Fiche technique
- Année : 1998
- Réalisation : Yoshihiro Takamoto
- Character design : Keizo Shimizu
- Directeur artistique : Shichirō Kobayashi
- Créateur original : Yumi Tamura
- Scénario : Takao Koyama
- Musique : Fumitaka Anzai et Toshiyuki Omori
- Animation : KSS
- Nombre d'épisodes : 13